# Chen Cheng (Volleyballspieler)
Chen Cheng (chinesisch 陈诚, Pinyin Chén Chéng; * 21. Dezember 1986 in der Provinz Fujian, Volksrepublik China) ist ein chinesischer Beachvolleyballspieler.

## Karriere
Mit Li Jian wurde er 2012 Zweiter bei den Asienmeisterschaften in Haikou. Seitdem waren Chen/Li auch auf der FIVB World Tour unterwegs und hatten hier 2013 sowie 2014 einige Top-Ten-Platzierungen.